# Paolo Benedetto Bellinzani
Pour les articles homonymes, voir Bellinzani.
Paolo Benedetto Bellinzani (né c. 1690 à Mantoue ou Ferrare – mort le 25 février 1757 à Recanati) est un compositeur italien du XVIIIe siècle.

## Biographie
Peu de choses sont connues de ses premières années, même son lieu de naissance – Mantoue ou Ferrare – est incertain. À l’âge de 25 ans, il est nommé maître de chapelle auprès de la cathédrale d'Udine. On suppose qu’il est devenu prêtre et a successivement occupé les postes de maître de chapelle à Ferrare, Pesaro, Urbino, Fano et Orvieto. En 1737, il devient maître de chapelle à Recanati, poste qu’il occupera jusqu’à sa mort.
Le compositeur Antonio Francesco Bellinzani (it) était son neveu.

## Œuvres
Paolo Benedetto Bellinzani a composé de la musique sacrée, quatre messes et des œuvres mineures. Il a également écrit des madrigaux et quelques œuvres instrumentales.

## Discographie
Liste partielle :

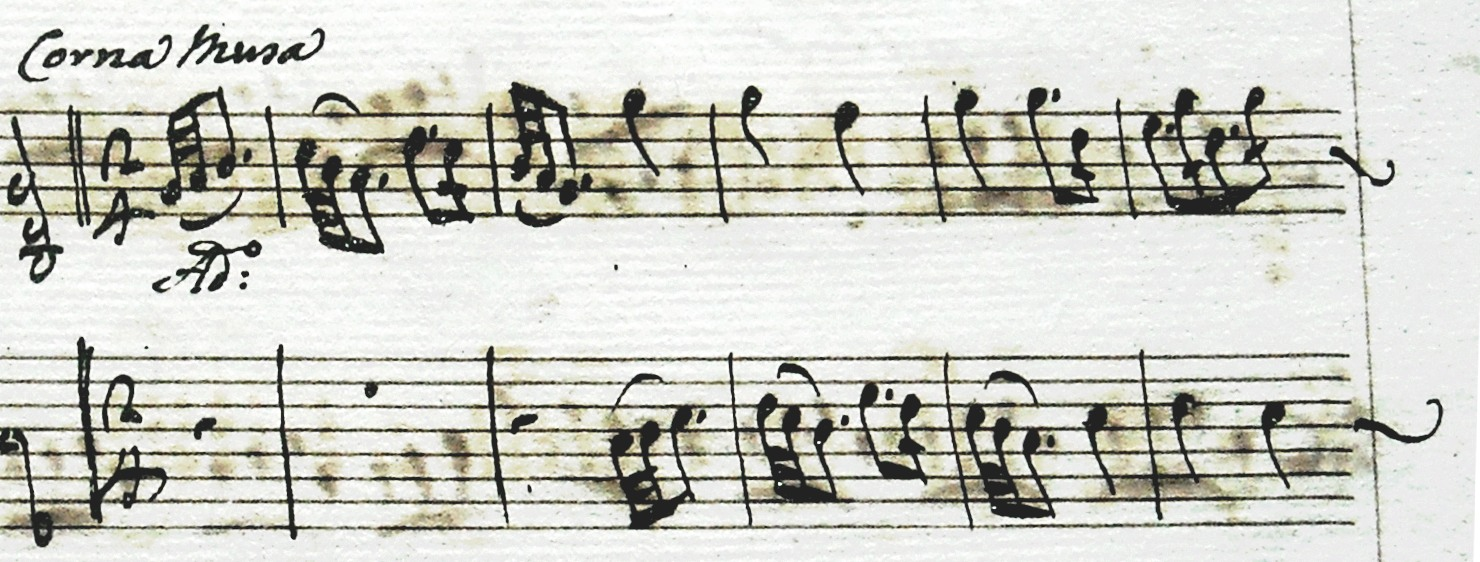
manuscrit de Paolo Benedetto Bellinzani

- Sonates d'Eglise, ensemble Respighi, éd. Tactus, novembre 2004,  (EAN 8007194102703)
- 12 sonates pour flûte à bec, flûtiste Maria Giovana Fiorentino, éd Tactus, septembre 2005,  (EAN 8007194102307)
- Sacre lamentazioni, ensemble I Miragetici, éd. Bongiovani, avril 2009,  (EAN 8007068515820)
- Madrigali amorosi, ensemble Accademia degli Invaghiti, éd. Tactus, mars 2010,  (EAN 8007194101324)

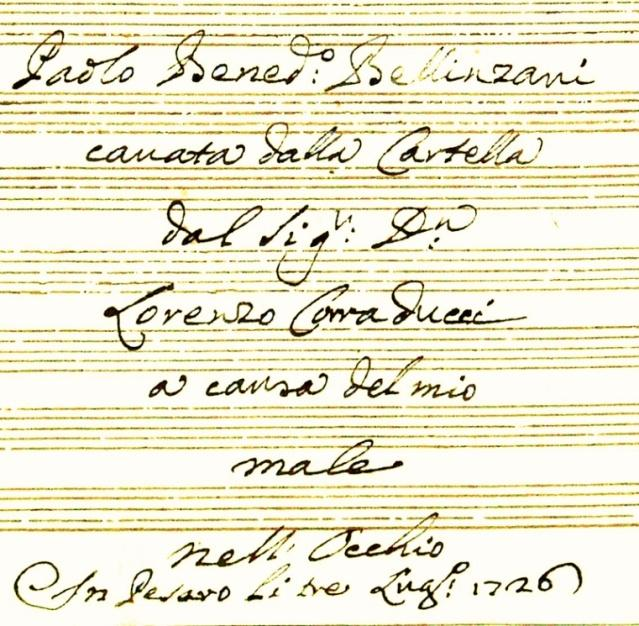
manuscrit de Paolo Benedetto Bellinzani